# Marco Grassi
Marco Grassi, né le 8 août 1968 à Chiasso, est un footballeur suisse. Il évolue au poste d'attaquant au début des années 1980 et durant les années 1990, dans le championnat de Suisse et le championnat de France. Membre de l'équipe de Suisse, il cumule une trentaine d'apparitions au niveau international, et participe à la Coupe du monde 1994 ainsi qu'à l'Euro 1996.

## Biographie
Lors du championnat 1994-1995, le Stade rennais FC retrouve la Première division. Pour cette nouvelle saison, un attaquant suisse inconnu dans l'hexagone arrive en provenance du Servette FC. Grassi inscrit 15 buts en 28 rencontres pour cette première année.
L'année suivante, Marco marque à 11 reprises en 27 rencontres. Le Stade rennais se qualifie pour la Coupe Intertoto.
Il quitte ensuite la Bretagne pour l'AS Monaco, aventure qui tourne court (six mois, 12 matches, zéro but). Rapidement prêté, il rebondit à l'AS Cannes et à l'Olympique lyonnais, avant de terminer sa carrière à l'OGC Nice en D2.
Marco Grassi est sélectionné à 31 reprises en équipe de Suisse où il inscrit 3 buts. Avec cette équipe il participe d'ailleurs à la Coupe du monde 1994 qui se déroule aux États-Unis.
Entre 2003 et 2008, il fut le président du club suisse du FC Chiasso.

## Carrière
- 1974 - 1984 : FC Chiasso  Suisse
- 1984 - 1989 : Zoug 94  Suisse
- 1989 - 1990 : FC Zurich  Suisse
- 1990 - 1991 : FC Chiasso  Suisse
- 1991 - 1993 : FC Zurich  Suisse
- 1994 : Servette FC  Suisse
- 1994 - 1996 : Stade rennais  France
- 1996 - 1997 : AS Monaco  France
- 1997 : FC Sion  Suisse
- 1997 - 1998 : AS Cannes  France
- 1998 - 1999 : Olympique lyonnais  France
- 1999 - 2000 : OGC Nice  France[1]

## Palmarès
- Champion de France en 1997 avec l'AS Monaco